# Museum August Macke Haus

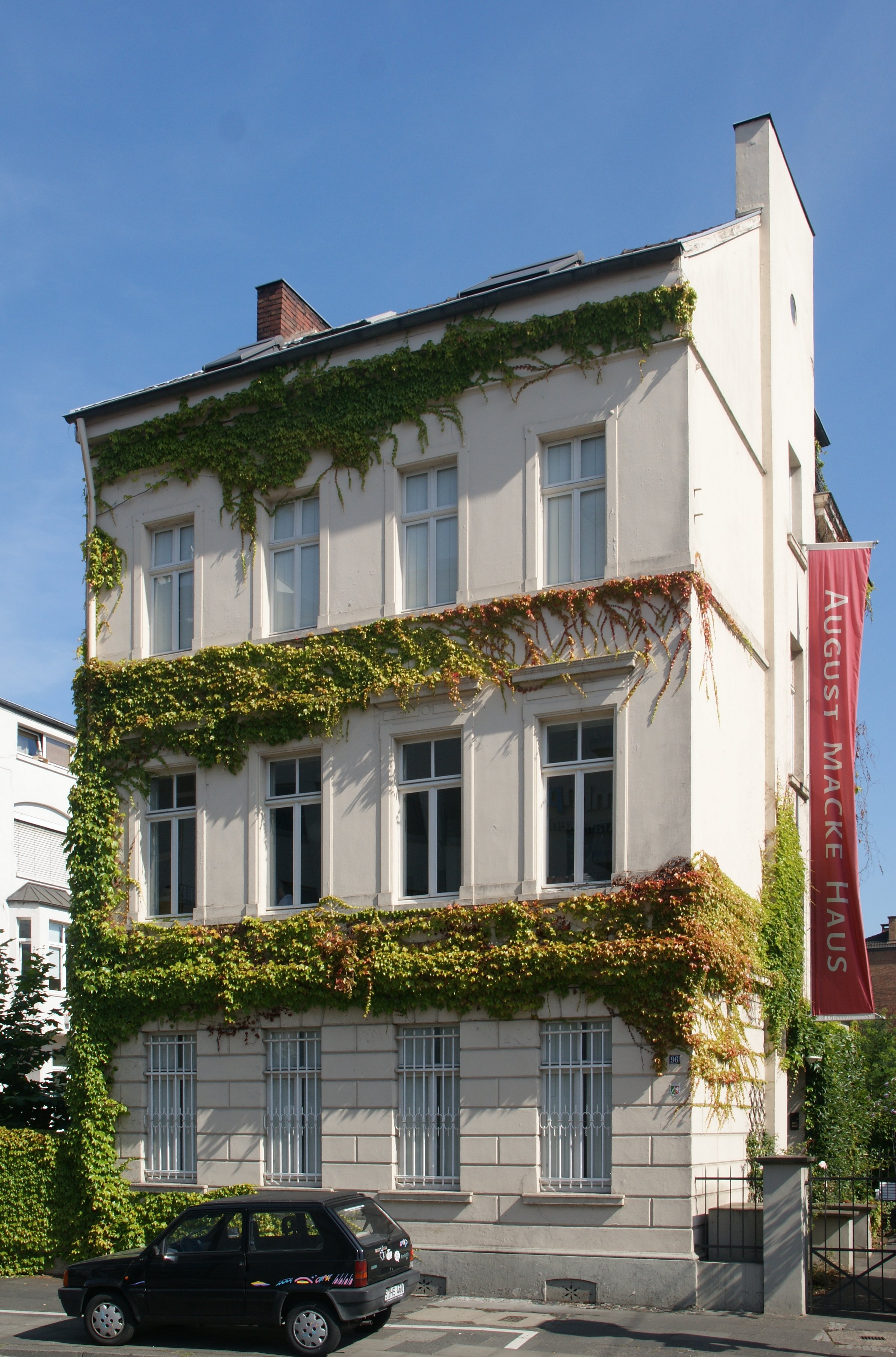
August-Macke-Haus (2009)

Das Museum August Macke Haus ist ein Museum in Bonn, das in einem vom expressionistischen Maler August Macke früher bewohnten Wohnhaus, dem August-Macke-Haus, sowie dem daran angebauten modernen Ausstellungsgebäude eingerichtet ist. Es wird von der Museum August Macke Haus gGmbH betrieben, deren Gesellschafter der Verein August Macke Haus e.V. und die Stiftung August Macke Haus der Sparkasse Bonn sind. Neben der ständigen Ausstellung des Ateliers Mackes finden auch Sonderausstellungen zum Expressionismus, Rheinischen Expressionismus und/oder der rheinischen Malerei statt. Das August-Macke-Haus steht als Baudenkmal unter Denkmalschutz.

## Geschichte

### Wohnhaus
Am 5. Oktober 1909 heiratete August Macke seine langjährige Freundin, Elisabeth Gerhardt. Das Paar wohnte zunächst am Tegernsee, danach wieder in Elisabeths Heimatstadt Bonn. Im Februar 1911 zog Macke mit seiner Frau und Sohn Walter in das dreigeschossige Haus in der Bornheimer Straße 88 (heute 96) ein, das Mackes Schwiegervater, der 1907 verstorbene Unternehmer Carl Heinrich Gerhardt, 1884 als Archiv seines Unternehmens gekauft und zweckgemäß eingerichtet hatte. Vor dem Einzug, im Winter 1910/11, ließ Macke das Dachgeschoss nach Plänen des Bonner Architekten Hermann Schmitt zu einem lichten Atelier ausbauen. Schmitt ließ das Dach an der zum Garten gelegenen Seite auf Giebelhöhe anheben und ein Mansardendach mit abgewalmtem Zwerchhaus errichten. Zudem wurden große Fenster an den Seiten und ein großes Oberlicht eingefügt, um die für Mackes Arbeiten notwendigen Lichtverhältnissen zu schaffen.
Der Raum war August Mackes erstes und einziges Atelier und die wenigen Jahre, die er dort arbeiten konnte, wurden seine produktivsten. Er malte hier zahlreiche seiner bekanntesten Gemälde, darunter viele Bilder, die den Blick aus den Fenstern auf die unmittelbare Umgebung sowie den Garten des Hauses festhielten.

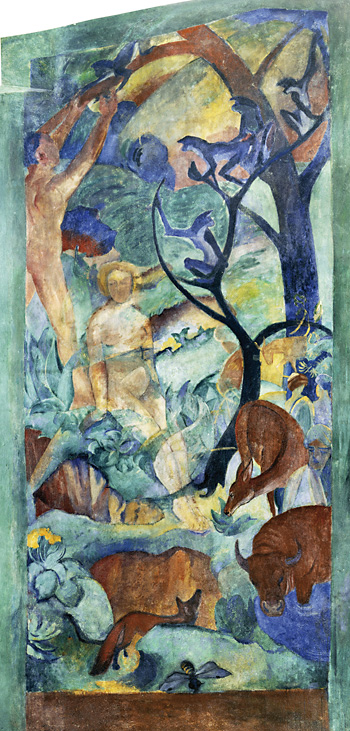
Das Wandbild Paradies, geschaffen von Macke und Marc (1912)

Macke hatte für die damalige Zeit verhältnismäßig viele und weite Reisen unternommen, um moderne Malerei, innovative Künstler und neue Umgebungen kennenzulernen. In seinem neuen Atelier konnte er seine Freunde empfangen, darunter den Bonner Studenten Max Ernst, Guillaume Apollinaire, Robert Delaunay, Gabriele Münter, Paul Klee und Franz Marc. Mit Letzterem malte Macke 1912 das etwa 4 × 2 Meter große Wandbild Paradies an die Atelierwand. Es wurde 1980 abgetragen und befindet sich heute im LWL-Landesmuseum für Kunst und Kulturgeschichte in Münster. Im Atelier des heutigen Hauses ist eine Kopie in Originalgröße ausgestellt.
1914 war Macke kurz nach Kriegsbeginn in Frankreich mit 27 Jahren gefallen. Nach zwei Jahren heiratete seine Witwe einen Freund ihres Mannes, Lothar Erdmann, und wohnte mit ihm und den zwei Söhnen Mackes (später kamen noch zwei Kinder von Erdmann hinzu) im selben Haus bis 1925, um dann nach Berlin zu ziehen. Das Haus wurde danach vermietet, nicht aber das Atelier. Ihr zweiter Mann starb 1939 im KZ Sachsenhausen und Elisabeth kehrte 1948 in das Haus zurück und richtete sich im Atelier ein, in welchem sie bis 1975 lebte, um dann wieder nach Berlin umzuziehen, wo sie 1978 verstarb.
Es war in Bonn nicht bekannt, dass August Macke in der Stadt gelebt und gearbeitet hatte. Zwei Studenten, Gerhard Pfafferott und Arn Strohmeyer, wussten davon und schrieben 1972 einen Brief an Elisabeth Erdmann-Macke, dass sie eine Tafel spenden wollten, auf der der Aufenthalt des Malers in der Stadt vermerkt sein sollte. Die bronzene Tafel, die an August Macke erinnert, wurde im Beisein der Studenten und Frau Erdmann-Macke am Haus angebracht und hängt dort noch heute.

### Museumsgeschichte
Das bis zu diesem Zeitpunkt nicht unter Denkmalschutz stehende Haus erwarb nach der Translokation des erwähnten Wandbildes ein Berliner Bauunternehmer, welcher das Haus entkernen und in eine Gaststätte umwandeln wollte. Margarethe Jochimsen, Vorsitzende des Bonner Kunstvereins, gründete eine Bürgerinitiative, um das Haus unter Denkmalschutz zu stellen und so den Umbau zu verhindern. Im Jahr 1989 wurde der Verein „August Macke Haus“ gegründet, der für das künstlerische Programm des Museums verantwortlich ist. Im gleichen Jahr wurde das Haus durch das Land Nordrhein-Westfalen und dem Sponsor und Bauunternehmer Herbert Hillebrand gekauft, um sachgemäß renoviert zu werden. Das einstige Atelier Mackes wurde wiederhergestellt und der Öffentlichkeit zugänglich gemacht. Dabei wurden auch historische Möbel, darunter einzelne aus der Tegernseher Zeit, in das Haus aufgenommen.
Nachdem das Gebäude 1991 unter Denkmalschutz gestellt und das Atelier in seinen originalen Zustand zurückversetzt worden war, wurde es für Besucher geöffnet. Am 26. September 1991 wurde das August-Macke-Haus im Beisein des damaligen Ministerpräsidenten des Landes Nordrhein-Westfalen, Johannes Rau, feierlich eröffnet. Gründungsdirektorin war Margarethe Jochimsen und die finanzielle Trägerin des Hauses, die „Stiftung August Macke Haus der Sparkasse Bonn“, wurde 1994 gegründet. In der Folge war auf engstem Raum die gesamte Infrastruktur des Museums untergebracht und über achtzig Sonderausstellungen zu August Macke und seinem künstlerischen Umfeld, vor allem zum Rheinischen Expressionismus, durchgeführt.
2002 wurde Klara Drenker-Nagels Nachfolgerin von Jochimsen und erste hauptamtliche Direktorin, sie leitete das Haus bis Oktober 2024. 2004 konnte das Nachbargrundstücks des Hauses erworben werden, das die Option für eine Erweiterung des Museums ermöglichte. 2010 bis 2011 wurde das Künstlerhaus umfassend saniert und umorganisiert, danach erfolgte von 2015 bis 2017 der Neubau eines Erweiterungsgebäudes, der von dem Bonner Architekten Karl-Heinz Schommer entworfen wurde. Finanziert wurde dieser Bau durch Mittel der Bundesrepublik Deutschland sowie des Landes Nordrhein-Westfalen, der Nordrhein-Westfalen-Stiftung, des Landschaftsverbandes Rheinland und zahlreicher privater Förderer sowie durch das Engagement des ehemaligen deutschen Vizekanzlers und Außenministers Guido Westerwelle. Die Baumaßnahmen wurden im Herbst 2017 abgeschlossen, die Eröffnung des erweiterten Hauses unter dem neuen Namen „Museum August Macke Haus“ erfolgte am 3. Dezember 2017. Seit Eröffnung des Neubaus wird das Haus nicht mehr vom Förderverein betrieben, sondern durch die Museum August Macke Haus gGmbH mit dem Verein August Macke Haus e.V. (51 %) und der Stiftung August Macke Haus der Sparkasse in Bonn (49 %) als Gesellschafter.
Der deutlich größere und geräumigere Neubau wurde direkt mit dem historischen Haus verbunden, um einen barrierefreien Zugang zu allen Etagen zu ermöglichen. Während in dem alten Gebäude eine Dauerausstellung zum Leben und Werk von August eingerichtet wurde, wird der Anbau seit seiner Eröffnung vor allem für Sonderausstellungen und Veranstaltungen genutzt. Er enthält zudem neben den Büroräumen der Mitarbeiter ein museumspädagogisches Atelier, eine Handbibliothek mit einem Archiv des Rheinischen Expressionismus, den Museumsshop und ein Museumscafé mit Terrasse im Garten zwischen Künstlerhaus und Anbau, der durch eine hohe freistehende Glasfassade gegen die Straße abgegrenzt ist.
Seit Oktober 2024 ist Friederike Voßkamp als neue Direktorin und Geschäftsführerin des Museums eingesetzt, unterstützt wird sie von Martin König als kaufmännischem Geschäftsführer.

## Ausstellungen
Bereits bevor die Ausstellungsgröße des Museums durch den Neubau erweitert wurde, gab es im August-Machke-Haus neben der Dauerausstellung zahlreiche Sonderausstellungen. Mit dem Neubau konnte die Ausstellungsfläche allerdings deutlich erweitert werden, wobei eine Etage vollständig für Sonderausstellungen genutzt wird. Seit 2017 fanden im Museum August Macke Haus entsprechend mehrere Sonderausstellungen statt:
- August Macke und Freunde als Eröffnungsausstellung der neuen Räumlichkeiten, 3. Dezember 2017 bis 4. März 2018
- Helmuth Macke: Im Dialog mit seinen expressionistischen Künstlerfreunden, 18. März bis 17. Juni 2018
- Schnittstelle – Cut-out trifft Schattenriss, 6. Juli bis 4. November 2018
- Ein Künstlerpaar der Moderne: Emil Maetzel & Dorothea Maetzel-Johannsen, 23. November 2018 bis 24. März 2019
- Gratwanderung: Expressionistische Holz- und Linolschnitte aus der Sammlung Museum August Macke Haus im Dialog mit Benjamin Badock, Christiane Baumgartner, Gabriela Jolowicz, Tal R, Gert & Uwe Tobias, Barthélémy Toguo, Christoph Ruckhäberle, Georg Winter, 12. April bis 15. September 2019
- Orpheus – Traum und Mythos in der modernen Kunst, 11. Oktober 2019 bis 16. Februar 2020
- Mit Stich und Faden – Expressionistische und zeitgenössische Kunst im Gegenüber, 6. März 2020 bis 1. November 2020
- Italiensehnsucht – Auf den Spuren deutschsprachiger Künstlerinnen und Künstler 1905–1933, 18. Juni 2021 bis 19. September 2021
- Douglas Swan, Ein moderner Klassiker, 3. Oktober 2021 bis 16. Januar 2022
- August Macke: Begegnungen, 4. Februar 2022 bis 13. November 2022
- Evarist Adam Weber – Zwischen Expressionismus und neuer Sachlichkeit, zwischen freier und angewandter Kunst, 1. Dezember 2022 bis 29. Mai 2023
- Zwei Menschen – Das Künstlerpaar Franz M. Jansen und Fifi Kreutzer, 7. März bis 8. September 2024
- Der Rhein – Bilder vom Strom und Fluss des Lebens, 26. September 2024 bis 23. März 2025
- Ulrike Theusner – Schattenseiten, 10. April bis 17. August 2025

## Belege
1. ↑  Denkmalliste der Stadt Bonn (Stand: 15. Januar 2021), S. 12, Nummer A 1452
2. 1 2 3 4 5 6 7 8 9 10  Wohn- und Atelierhaus: Geschichte des August Macke Hauses auf der offiziellen Website des Museum, abgerufen am 15. Juni 2025
3. ↑  Studenten stifteten Macke-Gedenktafel floerken.de, nach General-Anzeiger Bonn, 17. Januar 1972, abgerufen am 29. Oktober 2013.
4. 1 2 3  Über uns auf der offiziellen Website des Museum, abgerufen am 15. Juni 2025
5. ↑  Thomas Kliemann: Neue Direktorin Friederike Voßkamp: Das gab es noch nie im August Macke Haus. 21. Januar 2025, abgerufen am 31. März 2025.
6. ↑  Team auf der offiziellen Website des Museum, abgerufen am 15. Juni 2025

Koordinaten: 50° 44′ 14,8″ N, 7° 5′ 10,7″ O